# 抹香鲸科
抹香鲸科（学名：Physeteridae）是齿鲸亚目中的一个科，现仅有抹香鲸一个物种。
现存抹香鲸有鲸蜡器官、只有一个喷气孔，而且这个气孔都位于头部的左侧、其牙齿只位于下颚。
假如分子遗传学的研究证明抹香鲸科的动物与须鲸亚目的动物比其它齿鲸亚目的动物更加接近的话，那么这个科在鲸目中的分类将会改变。